# St. Louis Film Critics Association Awards 2018
Le cerimonia della 15ª edizione St. Louis Film Critics Association Awards è stata presentata il 16 dicembre 2018, le candidature erano state annunciate il 9 dicembre 2018.

## Vincitori e candidature

### Miglior film
- A Star Is Born, regia di Bradley Cooper
- BlacKkKlansman, regia di Spike Lee
- Roma, regia di Alfonso Cuarón
- Vice - L'uomo nell'ombra (Vice), regia di Adam McKay
- First Reformed - La creazione a rischio (First Reformed), regia di Paul Schrader

### Miglior attore
- Ethan Hawke - First Reformed - La creazione a rischio (First Reformed)
- Christian Bale - Vice - L'uomo nell'ombra (Vice)
- Bradley Cooper - A Star Is Born
- Willem Dafoe - Van Gogh - Sulla soglia dell'eternità (At Eternity's Gate)
- Rami Malek - Bohemian Rhapsody

### Miglior attore non protagonista
- Richard E. Grant - Copia originale (Can You Ever Forgive Me?)
- Mahershala Ali - Green Book
- Steve Carell - Vice - L'uomo nell'ombra (Vice)
- Timothée Chalamet - Beautiful Boy
- Michael B. Jordan - Black Panther

### Miglior attrice
- Toni Collette - Hereditary - Le radici del male (Hereditary)
- Olivia Colman - La favorita (The Favourite)
- Lady Gaga - A Star Is Born
- Charlize Theron - Tully
- Glenn Close - The Wife - Vivere nell'ombra (The Wife)

### Miglior attrice non protagonista
- Regina King - Se la strada potesse parlare (If Beale Street Could Talk)
- Amy Adams - Vice - L'uomo nell'ombra (Vice)
- Emily Blunt - A Quiet Place - Un posto tranquillo (A Quiet Place)
- Emma Stone - La favorita (The Favourite)
- Rachel Weisz - La favorita (The Favourite)

### Miglior regista
- Spike Lee - BlacKkKlansman
- Bradley Cooper - A Star Is Born
- Alfonso Cuarón - Roma
- Yorgos Lanthimos - La favorita (The Favourite)
- Adam McKay - Vice - L'uomo nell'ombra (Vice)

### Migliore adattamento della sceneggiatura
- Charlie Wachtel, David Rabinowitz, Kevin Willmott e Spike Lee (sceneggiatura); Ron Stallworth (libro) - BlacKkKlansman
- Nicole Holofcener e Jeff Whitty (sceneggiatura); Lee Israel (libro) - Copia originale (Can You Ever Forgive Me?)
- Barry Jenkins (sceneggiatura); James Baldwin (libro) - Se la strada potesse parlare (If Beale Street Could Talk)
- Eric Roth, Bradley Cooper e Will Fetters (sceneggiatura); Moss Hart (sceneggiatura del 1954); John Gregory Dunne, Joan Didion e Frank Pierson (sceneggiatura del 1976); William A. Wellman e Robert Carson (storia) - A Star Is Born
- Gillian Flynn e Steve McQueen (sceneggiatura); Linda La Plante (sceneggiatura della serie TV del 1983-85) - Widows

### Migliore sceneggiatura originale
- Adam McKay - Vice - L'uomo nell'ombra (Vice)
- Bo Burnham - Eighth Grade
- Deborah Davis e Tony McNamara - La favorita (The Favourite)
- Paul Schrader - First Reformed - La creazione a rischio (First Reformed)
- Bryan Woods, Scott Beck e John Krasinski - A Quiet Place - Un posto tranquillo (A Quiet Place)

### Miglior fotografia
- Alfonso Cuarón - Roma
- Robbie Ryan - La favorita (The Favourite)
- Linus Sandgren - First Man - Il primo uomo (First Man)
- Sean Porter - Green Book
- James Paxton - Se la strada potesse parlare (If Beale Street Could Talk)
- Matthew Libatique - A Star Is Born

### Migliore montaggio
- Hank Corwin - Vice - L'uomo nell'ombra (Vice)
- Tom Cross - First Man - Il primo uomo (First Man)
- Alfonso Cuarón e Adam Gough - Roma
- Jay Cassidy - A Star Is Born
- Joe Walker - Widows - Eredità criminale (Widows)

### Migliori musiche
- Bohemian Rhapsody
- BlacKkKlansman
- Il coraggio della verità - The Hate U Give (The Hate U Give)
- Ready Player One
- A Star Is Born

### Migliori effetti speciali
- Avengers: Infinity War
- Annientamento (Annihilation)
- Black Panther
- Ready Player One
- Solo: A Star Wars Story

### Migliore direzione artistica
- Hannah Beachler - Black Panther
- Fiona Crombie - La favorita (The Favourite)
- Nathan Crowley - First Man - Il primo uomo (First Man)
- Mark Friedberg - Se la strada potesse parlare (If Beale Street Could Talk)
- Eugenio Caballero - Roma

### Migliore colonna sonora
- Terence Blanchard - BlacKkKlansman
- Geoff Barrow e Ben Salisbury - Annientamento (Annihilation)
- Carter Burwell - La ballata di Buster Scruggs (The Ballad of Buster Scruggs)
- Justin Hurwitz - First Man - Il primo uomo (First Man)
- Nicholas Britell - Se la strada potesse parlare (If Beale Street Could Talk)

### Migliore scena
- Roma - Scena sulla spiaggia
- Avengers: Infinity War - Thor arriva a Wakanda
- BlacKkKlansman - Montaggio finale
- Bohemian Rhapsody - Live
- Vice - L'uomo nell'ombra (Vice) - Finale

### Miglior film in lingua straniera
- Roma, regia di Alfonso Cuarón • Messico
- Cafarnao - Caos e miracoli (Capharnaüm), regia di Nadine Labaki • Libano
- Der Hauptmann, regia di Robert Schwentke • Germania, Francia, Polonia, Portogallo
- Il colpevole - The Guilty (The Guilty), regia di Anthony Waller • USA, UK, Canada
- Un affare di famiglia (万引き家族), regia di Hirokazu Kore'eda • Giappone

### Miglior film d'azione
- Mission: Impossible - Fallout, regia di Christopher McQuarrie
- Ant-Man And the Wasp, regia di Peyton Reed
- Avengers: Infinity War, regia di Anthony e Joe Russo
- Black Panther, regia di Ryan Coogler
- Ready Player One, regia di Steven Spielberg

### Miglior film commedia
- La favorita (The Favourite), regia di Yorgos Lanthimos
- Deadpool 2, regia di David Leitch
- Game Night - Indovina chi muore stasera? (Game Night), regia di John Francis Daley e Jonathan M. Goldstein
- Paddington 2, regia di Paul King
- Sorry to Bother You, regia di Boots Riley

### Miglior film d'animazione
- Spider-Man - Un nuovo universo (Spider-Man: Into the Spider-Verse), regia di Bob Persichetti, Peter Ramsey e Rodney Rothman
- Hotel Transylvania 3 - Una vacanza mostruosa (Hotel Transylvania 3: Summer Vacation), regia di Genndy Tartakovsky
- Gli Incredibili 2 (Incredibles 2), regia di Brad Bird
- L'isola dei cani (Isle of Dogs), regia di Wes Anderson
- Ralph spacca Internet (Ralph Breaks the Internet), regia di Phil Johnston e Rich Moore

### Miglior documentario
- Won't You Be My Neighbor?, regia di Morgan Neville
- Free Solo - Sfida estrema, regia di Elizabeth Chai Vasarhelyi e Jimmy Chin
- Alla corte di Ruth - RBG (RBG), regia di Betsy West e Julie Cohen
- Science Fair, regia di Cristina Costantini e Darren Foster
- Tre identici sconosciuti (Three Identical Strangers), regia di Tim Wardle